# Selahattin Demirtaş
Selahattin Demirtaş (Palu, Turquía; 10 de abril de 1973) es un escritor y político kurdo de la etnia zaza excopresidente del Partido Democrático de los Pueblos (HDP), un partido de oposición a favor de los derechos kurdos en Turquía, junto a Figen Yüksekdağ. Desde julio de 2007 es miembro de la Asamblea Nacional de Turquía. Desde el 4 de noviembre de 2016 está detenido por, entre otros cargos, colaboración con banda armada y propaganda a favor de organización terrorista. En 2019, el Tribunal Europeo de Derechos Humanos (TEDH) ordenó su libertad, pero no fue liberado, porque la fiscalía inició una nueva investigation.
Mientras estaba en prisión, Selahattin Demirtaş escribió una colección de cuentos titulada  Seher  (Amanecer), que instantáneamente se convirtió en un éxito de ventas y se tradujo a decenas de idiomas.
En 2014 fue candidato a las elecciones presidenciales y obtuvo el tercer puesto con el 9,76% de los votos. En junio de 2015 lideró la campaña del HDP que logró el que por primera vez en la historia de Turquía un partido pro-kurdo ha superado el umbral del 10% de votos y accediera como grupo a la Asamblea. Está considerado como un miembro moderado del HDP y unificador del pueblo kurdo en Turquía. Abandera un programa político progresista en el que defiende la igualdad de derechos para las mujeres, la protección del medioambiente y respeto a los derechos de la comunidad LGBT, con el que está logrando ampliar la base de apoyos del HPD más allá del nacionalismo kurdo.  Es hermano de otro político kurdo, Nurettin Demirtaş expresidente del Partido de la Sociedad Democrática (DTP), encarcelado en varias ocasiones, que actualmente no está en activo. 
Según varios medios de comunicación, Demirtaş fue condenado a más de 40 años de prisión en mayo de 2024.

## Biografía
Es el segundo de siete hermanos. En su niñez vivió el golpe militar, el estado de excepción a las provincias del sureste de Anatolia de mayoría kurda y el estallido de la insurrección del grupo armado Partido de los Trabajadores del Kurdistán (PKK). Su hermano fue condenado a 24 años de cárcel y él mismo fue detenido y torturado en varias ocasiones por su relación con el movimiento nacionalista kurdo.
Estudió derecho en la Universidad de Ankara y al terminar la carrera trabajó como abogado independiente durante un tiempo antes de convertirse en un miembro de comité ejecutivo de la sección de Diyarbakir de la Asociación de Derechos Humanos (IHD) presidida en aquel momento por Osman Baydemir, al que Demirtaş reemplazó cuando éste fue elegido alcalde de Diyarbakir.  Durante su mandato como presidente, la asociación se centró en gran medida en el aumento de los asesinatos políticos no resueltos en Turquía. Demirtaş es uno de los miembros fundadores de la Asociación Turca de Derechos Humanos (TIHV) y del observatorio en Diyarbakir de Amnistía Internacional. Habla zazaki, lengua indoeuropea hablada por la etnia zaza.
Está casado con Başak Demirtaş con quien tiene dos hijas, Delal y Dılda.

## Trayectoria política
Inició su carrera política en 2007 como miembro del Partido de la Sociedad Democrática (DTP) año en el que fue elegido diputado en el 23 Parlamento de Turquía por Diyarbakir y se convirtió en el jefe parlamentario del partido a los 34 años.
Tras la prohibición del partido en 2009 por parte del Tribunal Supremo turco se integró en el Partido Paz y Democracia (BDP), partido en el que fue elegido copresidente junto a Gültan Kışanak en 2010. En 2010 fue condenado a varios meses de cárcel cuando se detuvo a 1,800 personas relacionadas con el movimiento kurdo. En 2011 se presentó a las elecciones en la formación "Trabajo, Democracia y Libertad" a la que se sumó el BDP y otras 18 organizaciones políticas, por la ciudad de Hakkâri y fue reelegido para formar parte del 24 parlamento.
Demirtaş fue copresidente del BDP durante el período en que se inició el proceso de paz y las negociaciones en Turquía y apostó por el proceso de negociación entre el Gobierno turco y el PKK que en 2013 desembocó en el alto el fuego unilateral del grupo armado. Formó parte de la delegación que visitó en la cárcel al líder kurdo Abdullah Öcalan para avanzar en la negociación.
En 2014 fue elegido copresidente del HDP, Partido Democrático de los Pueblos junto con la socialista Figen Yüksekdağ, en un modelo de dirección compartida por dirigentes de ambos sexos inspirado en el partido de Los Verdes alemanes. Esta coalición pro-kurda, formada por el BDP y varios partidos y organizaciones políticas de izquierdas y auspiciada por Congreso Democrático del Pueblo (HDK), tiene entre sus objetivos abrir el partido a todo el espectro de personas que se sienten “oprimidas” de Turquía (mujeres, alevíes, cristianos, homosexuales, izquierdistas, ecologistas…).
En agosto de 2014 fue candidato a las elecciones presidenciales de Turquía como candidato del HDP y logró el tercer puesto con el 9,76% de los votos.
En las elecciones legislativas de 2015 colideró junto a Figen Yüksekdağ el HDP logrando 80 diputados y que por primera vez un partido pro-kurdo entrara como grupo en la Asamblea Nacional de Turquía.
El 22 de noviembre de 2015 su partido informó que Demirtas fue víctima de un intento de atentado al que sobrevivió.
En la noche del 3 de noviembre Demirtas fue detenido en su casa en Diyarbakir y el 4 de noviembre encarcelado junto a Figen Yüksekdağ y otros seis diputados del HDP acusados entre otros cargos de "propaganda a favor de organización terrorista" y "colaboración con banda armada". Las viviendas de los dos colíderes del HDP fueron registradas por la policía. El 20 de mayo de 2016 la Asamblea retiró la inmunidad parlamentaria lo que fue interpretado como el primer paso para empezar a detener a los diputados de este partido.
Para el Tribunal Europeo de Derechos Humanos (2018) "el objetivo de la prolongación del arresto de Demirtas (…) fue limitar el pluralismo y la libertad de los debates políticos, fundamentales para el concepto de la sociedad democrática".
En septiembre de 2019 un tribunal ordenó su liberación a la espera de que se celebrara el juicio pero en la misma semana la fiscalía bloqueó esta liberación argumentando una nueva investigación por cargo de terrorismo. En diciembre de 2020, el tribunal local rechazó la solicitud de su liberación alegando que no hubo cambios en el estatus legal del sospechoso y ordenó la continuación de la detención de Demirtaş. Sigue encarcelado en la prisión de Edirne.